# Patesnak, un cuento de Navidad
Pasternak, un cuento de Navidad és un curtmetratge espanyol de 1998 dirigit pel navarrès Iñaki Elizalde Bandrés, amb guió escrit per ell i Cristina Rekalde, i protagonitzat per Patxi Bisquert i Txema Blasco.

## Argument
En una ciutat en guerra, el petit Benda és ferit per un franctirador en una emboscada. Palouk, un altre nen, observa atònit els fets.

## Repartiment
- Patxi Bisquert - Fuster
- Jon Lasterra - Palouk
- Conor Surgenor - Benda
- Txema Blasco - Vell
- Itziar Suárez - Mare de Benda

## Nominacions i premis
- Nominat al Goya al millor curtmetratge de ficció.[2]
- Gran Premi del Zinebi 1998.[3]